# Кушаны
Кушаны — одно из пяти аристократических иранских племён юэчжи, создавшее Кушанское царство. В этническом плане, как полагают, родственны тохарам и бактрийцам.

## Происхождение

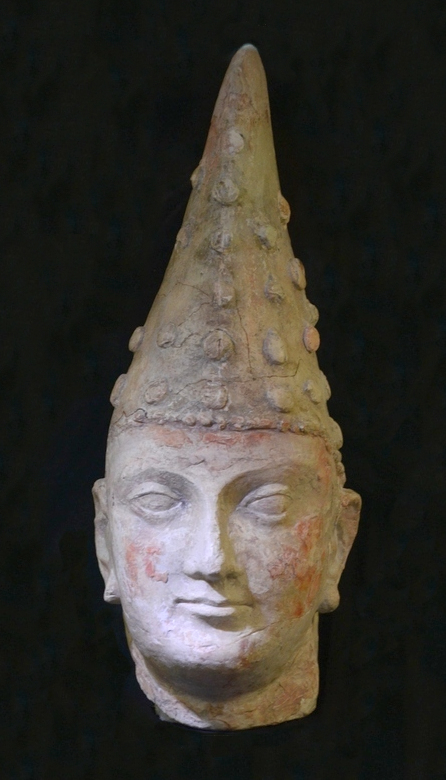
Кушанский принц, Дальверзин-тепе, I в. н. э., Узбекистан, Музей истории народов Узбекистана

Кушаны традиционно отождествляются с юэчжи, тохарами и эфталитами; некоторые авторы не различают кушанов и эфталитов и воспринимают эти два термина, как синонимы. 
Юэчжи и тохары признаются ираноязычными народами, многие ученые считают, что юэчжи были народом индоевропейского происхождения. 
Часто предполагается тохарское происхождение юэчжи или же иранское, в частности сакское происхождение, которое имеет некоторую поддержку среди ученых. 
Другие предполагают, что юэчжи изначально могли быть кочевым иранским народом, которые  были частично ассимилированы оседлыми тохарцами и таким образом, содержав как иранские, так и тохарские элементы.

### Другие гипотезы
Рядом автором предложена тюрко-монгольская версия происхождения эфталитов, отождествляемых с кушанами. Существует версия гуннского происхождения, согласно которой часть гуннов приняла наименование «кушан».  Как полагает Ш. Бира, кушаны принадлежали к монгольскому клану, и их историю можно рассматривать как часть ранней истории монголов. 
В «Белой истории», хронике второй половины XIII в., о Кушанском царстве говорится как о Кушанской Монголии, а о собственно кушанах — как о кушанских монголах. 
По мнению Д. Неру, кушаны были монголами или состояли с ними в союзе. 
Некоторые историки считают, что в расовом отношении кушаны были монгольского происхождения. По одной из версий, родиной кушанов была территория Монголии.

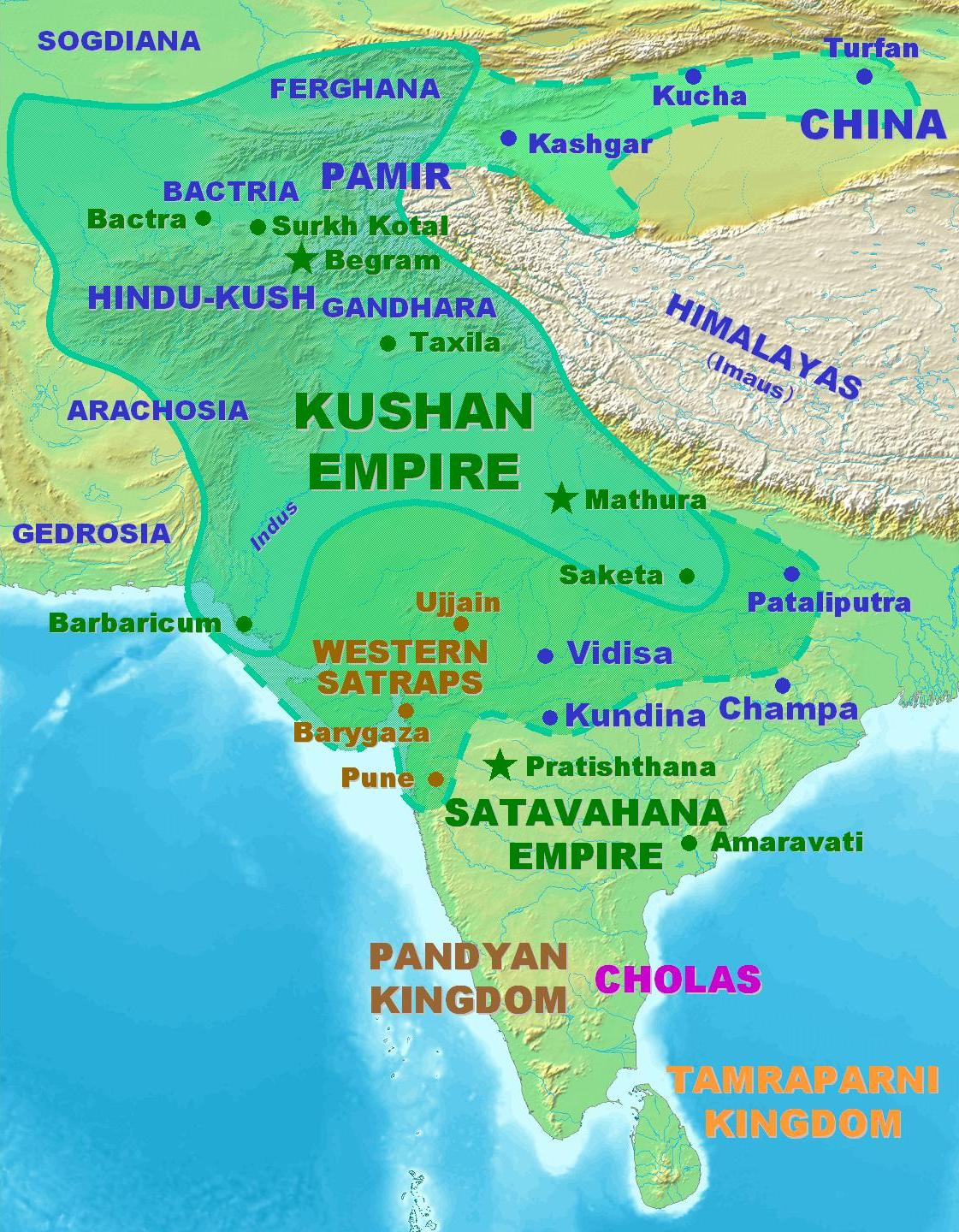
Кушанское царство в период правления Канишки

## История
Вначале Кушанское царство занимало области Бактрии в Средней Азии. Судя по китайским источникам, в Бактрию во II в. до н. э. с востока вторглись племена юэчжей, которые образовали пять владений. Затем верх одержало объединение кушан (в китайских хрониках — Гюйшуань). Античные авторы также сохранили рассказ о племенах, которые пришли с востока и завоевали Бактрию. При этом ряд исследователей подвергает сомнению связь кушан с юэчжами.
Страбон упоминал о том, что эти племена отняли Бактрию у греков. К моменту прихода кушанских племен Бактрия была развитой страной с прочными традициями государственности и культуры, население говорило на бактрийском языке, принадлежавшем к группе иранских языков, и имело письменность, возникшую на основе греческой. Кушаны восприняли эти традиции оседлого населения Бактрии, хотя большую роль в складывании кушанской культуры продолжали играть традиции кочевых племён.
Наибольшего могущества Кушанская империя достигла при Канишке — одном из самых известных правителей древней Индии. За исключением монет и небольшого числа эпиграфических документов, от периода Канишки не сохранилось датированных и синхронных источников, хотя о Канишке и его деятельности рассказывается во многих поздних буддийских легендах и сказаниях. При Канишке власть кушан распространилась на области Бихара, на территории Центральной Индии вплоть до Нарбады.
Многие китайские и индийские источники рисуют Канишку верным последователем буддизма и с его именем связывают созыв буддийского собора в Кашмире (так называемый IV буддийский собор).
После падения Кушанской империи наступил длительный период политической раздробленности, продолжавшийся до начала IV в. н. э.; затем стала складываться новая мощная империя — Гуптская.